# Élie Penot
Pour les articles homonymes, voir Penot.
 (août 2019).
Si vous disposez d'ouvrages ou d'articles de référence ou si vous connaissez des sites web de qualité traitant du thème abordé ici, merci de compléter l'article en donnant les références utiles à sa vérifiabilité et en les liant à la section « Notes et références ».
Élie Penot, né le 24 janvier 1950, est un sportif français pratiquant le tir dans la discipline du skeet olympique.

## Palmarès

### Jeux olympiques
- Participation aux Jeux olympiques d'été en 1972 (7e), 1976 (26e), et 1984 (29e)

### Championnats du monde
- Quadruple vice-champion du monde par équipes en 1977 (Antibes), 1978 (Séoul), 1981 (Tucuman) et 1982 (Caracas);
- 3e des championnats du monde par équipes en 1970 (Phoenix)

### Championnats d'Europe
- Champion d'Europe individuel en 1969 (199/200 à Versailles);
- Vice-champion d'Europe individuel en 1982 (Montecatini);
- Quadruple vice-champion d'Europe par équipes en 1969 (Versailles), 1980 (Saragosse), 1981 (Moscou) et 1983 (Bucarest);
- 3e des championnats d'Europe par équipes en 1974 (Antibes) et 1979 (Montecatini)

### Jeux méditerranéens
- Médaille d'or aux Jeux méditerranéens de 1975 à Alger

### Championnats de France
- Sextuple champion de France: 1969, 1970, 1972, 1973, 1974 et 1979.

## Récompenses
- Prix Claude Foussier de l'Académie des sports en 1969, pour son titre européen individuel obtenu à l'âge de 19 ans.